# Pacea de la Praga (1866)
Pacea de la Praga a fost un tratat de pace semnat la Praga pe 23 august 1866, care a pus capăt războiului Austro-Prusac. Tratatul a fost îngăduitor față de Imperiul Austriac, deoarece Otto von Bismarck l-a convins pe Wilhelm I, care reprezenta Austria în Europa, că ar fi bine pe viitor pentru Prusia, așa cum Bismark realizase, că fără Austria Prusia va slăbi într-o Europă relativ ostilă. În primul rând, Wilhelm I dorea să meargă spre Viena și să anexeze Austria, dar Bismark l-a oprit, la un moment dat chiar amenințând că va demisiona. Într-adevăr, a existat această cordialitate față de Austria, care a cauzat o fracționare în Europa în 1914, fapt care a dus la izbucnirea primului Război Mondial. Austria a pierdut doar Veneția, cedată lui Napoleon, care la rândul său a cedat-o Italiei. Austria a refuzat să dea Veneția direct Italiei, pentru că austriecii i-au zdrobit pe italieni în timpul războiului. Habsburgii au fost excluși definitiv din afacerile germane (Kleindeutschland). Regatul Prusiei astfel a devenit singura mare putere în rândul statelor germane. Confederația Germană a fost abolită. Confederația Germană de Nord a fost format ca o alianță militară cu cinci zile înainte de Pacea de la Praga, cu statele Germane de nord aderând împreună; statele sudice germane din afara Confederației au fost obligate să plătească despăgubiri mari în favoarea Prusiei.
Austria a fost nevoită să recunoască dizolvarea Confederației germane, a fost de acord cu " noul dispozitiv German", fără participarea Austriei, și a promis să recunoască noua uniune a statelor germane de nord, condusă de Prusia, precum și anexările de viitor ale Prusiei din nordul Germaniei.
Austria a renunțat la toate drepturile asupra Schleswig-Holstein în favoarea Prusiei, și s-a angajat să plătească Prusiei o contribuție de 20 de milioane de taleri prusaci. Ca rezultat al înțelegerii, hegemonia din statele germane a trecut din Austria în Prusia.